# オオホザキアヤメ科

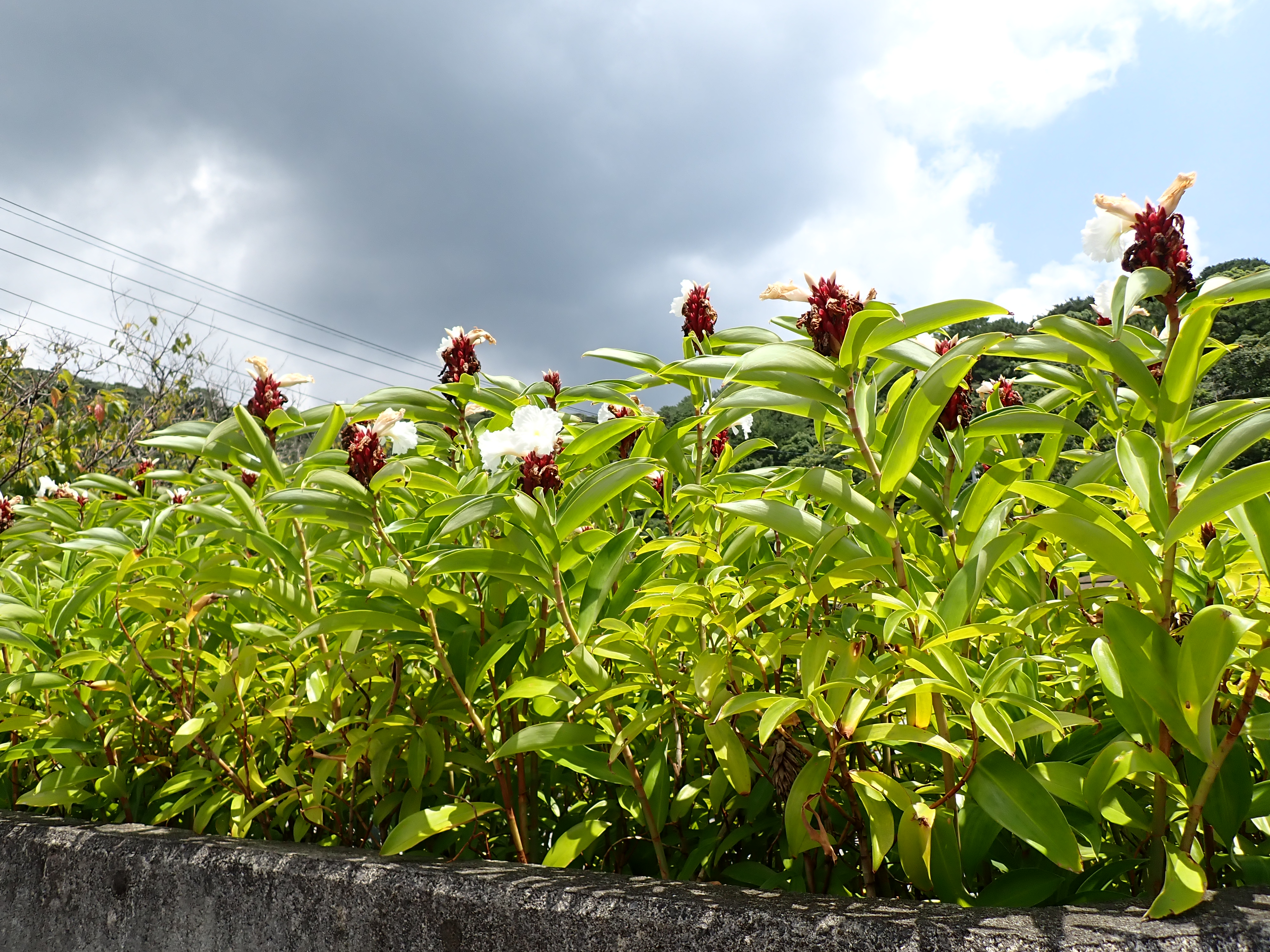
オオホザキアヤメ（2024年8月 沖縄県国頭村）

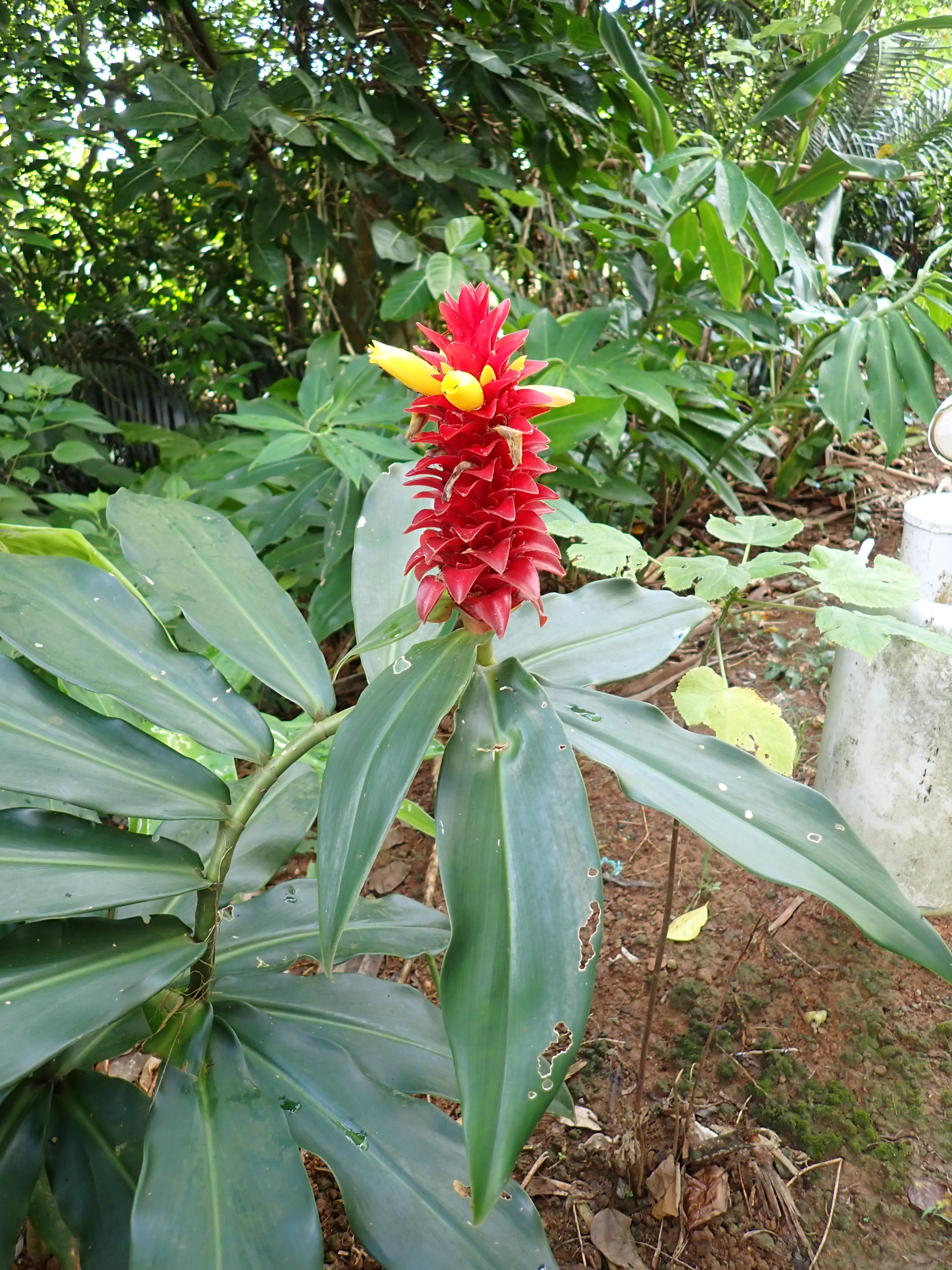
スパイラルジンジャー（2024年7月 沖縄県石垣市）

オオホザキアヤメ科（オオホザキアヤメか、Family Costaceae、フクジンソウ科、コスタス科またはコスツス科とも表記）はショウガ目の多年草からなる分類群。新エングラー体系ではショウガ科の亜科 Costoideae とされていたが、葉が螺旋状に付くことなどから、クロンキスト体系およびAPG体系において独立の科とされた。

## 特徴
大きく発達した唇弁を持ち、葉の形など形態的にショウガ科と近い特徴が多いが、葉が茎に螺旋状につくことや（ショウガ科は2列互生）、他のショウガ科にみられる精油の香りや葉鞘の巻き重なった偽茎という特徴を持たない点でショウガ科と区別される。

## 分布
POWOによると、世界の熱帯域に以下8属162種が知られる。
- Chamaecostus（南米熱帯域、9種）
- Costus（新旧熱帯域、115種）最大の属
- Dimerocostus（中米、3種）花序の苞葉の基部が筒状になり花序軸を巻き、各苞葉に花を1個つける[2]
- Hellenia（インド〜インドネシア、8種）
- Monocostus（ペルー、1種）葉と対生する位置に1個の花をつける[2]
- Paracostus（ボルネオ島、アフリカ中西部、2種）
- Parahellenia（中国南部〜インドネシア西部、8種）
- Tapeinochilos（インドネシア東部、ニューギニア、オーストラリア、16種) 唇弁があまり大きくならない[2]

日本国内で鑑賞用として栽培される主な種を以下に記す。
- Costus comosus var. bakeri　スパイラルジンジャー
- Costus scaber　インディアンヘッドジンジャー
- Costus spicatus　コスツス・スピカツス
- Costus erythrophyllus　コスツス・エリトロフィルス
- Hellenia speciosa　オオホザキアヤメ（フクジンソウ）

## 利用
螺旋状に配列した葉や見事な花序など観賞価値の高い種があり、栽培種も多い。
高温多湿環境と肥えた土壌が生育に必要で、植物園などの大型温室以外では栽培は困難とも、室内で鉢植えまたは温室内の地植えで栽培可能ともされる。亜熱帯の沖縄では庭に植栽されるほか、一部の種が帰化している。